# Major Film Studios
Les Major Film Studios, també anomenades Majors, van ser les grans productores cinematogràfiques que van dominar la indústria del cinema durant l'Època Daurada de Hollywood. Aquests estudis van implantar-se en el mercat i van contractar als més importants directors, guionistes, actors i altres professionals, els quals van fer de Hollywood el centre de mirades en la producció de cinema.
Les anomenades Majors van ser la 20th Century Fox, la Columbia Pictures, la MGM o "Metro" (Metro-Goldwyn-Mayer), la Paramount Pictures, la Warner Bros, la RKO (Radio Keith Orpheum), i amb menys influència la Universal Studios, la United Artists i els Walt Disney Studios.

## Sistema dominat per lesMajors

Hollywood, Los Angles.

Durant l'era daurada de Hollywood (anys 30 i 40) la indústria del cinema americà estava principalment dominada per cinc grans estudis d'estil corporatiu. Inicialment, alguns d'ells s'havien rebel·lat en contra de la MPPA (Motion Picture Patents Company). Els estudis de Hollywood, amb els seus genis de la coneguda "fàbriques de somnis" i els seus productors i altres assistents, tenien totalment el control de la indústria cinematogràfica. Aquests exerceixen la seva influència sobre l'elecció de les pel·lícules, els pressupostos, la selecció de personal i guions, actors, escriptors i directors, edició i la publicitat.
Les anomenades “Majors” o “Major Film Studios” són els següents estudis:
- 20th Century Fox (format en 1935 de la fusió de Twentieth Century Pictures, fundada per Joseph Schenk, i la Fox Film Corporation)
- Columbia Pictures
- MGM (Metro-Goldwyn-Mayer) (dirigida per Louis B. Mayer)
- Paramount Pictures
- Warner Bros
- RKO Radio Pictures

Altres Majors de menor rellevància varen ser:
- Universal Studios
- United Artists
- Walt Disney Studios

Des dels inicis de la cinematografia, les Majors de cinema nord-americanes han dominat tant el cinema dels EUA com la indústria cinematogràfica mundial. Aquestes s'han beneficiat del fort avantatge de que van ser els primers a industrialitzar cinema i dominar l'art de produir en massa i distribuir les pel·lícules d'alta qualitat amb un gran atractiu entre les cultures d'arreu.

## Hollywood i lesMajors
Les grans "Majors" estaven localitzades al voltant de la zona de Hollywood, a Los Angeles. En tres casos, 20th Century Fox, Warner Bros i Paramount, aquests estudis van ser considerats els més exclusius i amb pressupostos més grans. En els casos de la Universal i a United Artists, aquests estudis també es van considerar grans, però posicionats en un altre nivell. En el cas dels estudis de Walt Disney, aquesta era una productora independent durant l'Era Daurada; era una entitat de Hollywood important, però no va tenir la magnitud que les altres. Metro-Goldwyn-Mayer Columbia i RKO si que van ser Majors.
Avui en dia, Disney és l'únic membre de les Majors l'entitat del qual la matriu encara es troba prop de Los Angeles (en realitat, a la porció de l'estudi de Disney i en el mateix edifici). Els altres cinc tenen la seu a la ciutat de Nova York, Filadèlfia i Tòquio. De les Six Majors, Paramount és l'única que segueix basada a Hollywood, i Paramount i Fox són els únics que segueixen situats dins dels límits de la ciutat de Los Angeles, mentre que Disney i Warner Bros estan ubicats a Burbank, Columbia, a Culver City, i Universal en l'àrea no incorporada de Universal City.
La majoria de les filials de control de les Majors tenen les seves pròpies xarxes de distribució que es concentren en les imatges d'art i assaig (per exemple, Fox Searchlight Pictures) o pel·lícules de gènere (per exemple, Screen Gems de Sony); diverses d'aquestes unitats especialitzades van ser tancades o es van vendre entre 2008 i 2010.

## Era daurada de Hollywood

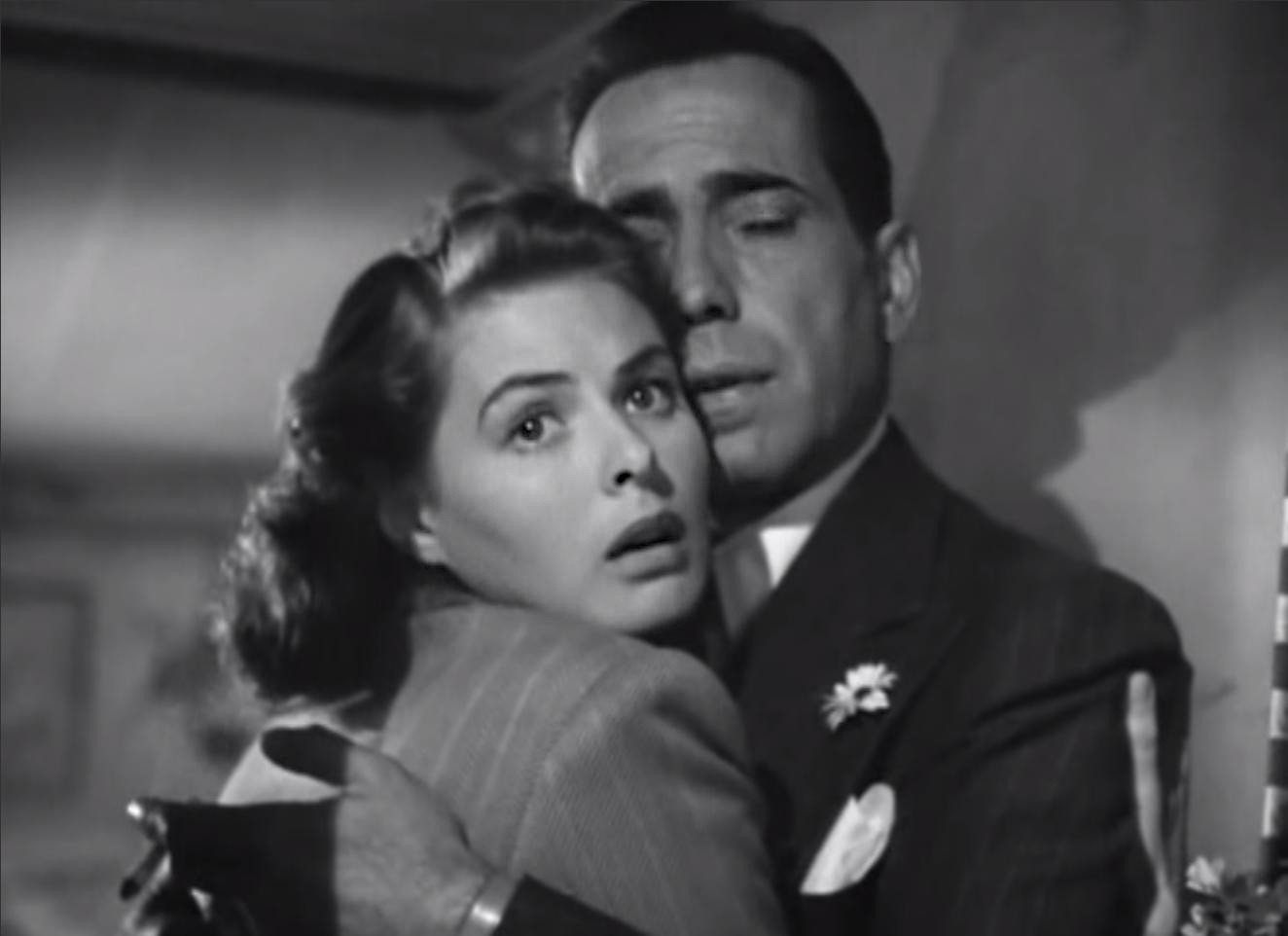
Ingrid Bergman i Humphrey Bogart a Casablanca.

Per la dècada de 1930, la indústria cinematogràfica de Hollywood va ser un dels negocis més visibles en els Estats Units, i la majoria de les persones assistien a les pel·lícules, com a mínim, un cop per setmana. Amb les millors tecnologies del so i imatge, la indústria va ser capaç de buscar noves direccions creatives, entrant en una "edat d'or" de la creativitat i l'exploració. 
En part, la indústria del cinema va atreure el públic amb les narratives dels personatges romàntics que lluitaven per superar tots els problemes que se'ls presentaven. Alguns dels films de l'edat d'or inclouen una llarga llista del que es consideren avui dia com a clàssics: El màgic d'Oz, Allò que el vent s'endugué, Stagecoach, Mr. Smith Goes to Washington, Casablanca, Que bonic que és viure, Va succeir una nit, King Kong, Ciutadà Kane, Cantant sota la pluja i molts més.

## Mini-Majors
Les Majors estan contrastades amb les de menor producció. Aquestes són conegudes com a independents o "indies". Els productor independents líders (Lionsgate Films, The Weinstein Company) s'anomenen a vegades com "Mini-Majors".
De 1998 a 2005, DreamWorks SKG va sobresortir tant que se la va poder qualificar possiblement com una Major. El 2006, DreamWorks va ser adquirida per Viacom, companyia matriu de Paramount. A finals de 2008, DreamWorks, un cop més es va convertir en una productora independent; les seves pel·lícules van ser distribuïdes per Touchstone Pictures de Disney fins 2016, en què el punt de distribució va canviar a Universal.

## LesMajorsen la indústria actual
Avui en dia, les Six Majors distribueixen rutinàriament centenars de pel·lícules en tots els mercats internacionals importants (és a dir, on l'ingrés discrecional és prou alt perquè els consumidors es puguin permetre el luxe de veure pel·lícules). És impossible sinó per a una pel·lícula per arribar a una àmplia audiència internacional en diversos continents i en múltiples idiomes sense abans de ser adquirit per una de les Majors.
Les Majors són també importants perquè són les promotores i distribuïdores de pel·lícules també independents. Sovint, aquestes simplement adquireixen els drets de distribució d'imatges en les que l'estudi no ha tingut cap participació prèvia i les seves activitats se centren més en les àrees de desenvolupament, finançament, màrqueting i marxandatge. Aquestes funcions de negocis es realitzen generalment a prop de Los Angeles, tot i que el fenomen de la producció fora de control vol dir que la majoria de les pel·lícules són a llocs fora de Los Angeles.